# Philip Bradbourn
Philip Charles Bradbourn (Tipton, 9 agosto 1951 – Sutton Coldfield, 19 dicembre 2014) è stato un politico britannico.
È stato Europarlamentare dal 1999 alla morte, avvenuta nel dicembre 2014 a causa di un carcinoma del colon-retto. Nel corso della sua carriera politica ha rappresentato il Partito Conservatore.